# Reza Badiyi
Reza Sayed Badiyi (in persiano: رضا بدیعی;; Arak, 17 aprile 1930 – Los Angeles, 20 agosto 2011) è stato un regista iraniano naturalizzato statunitense, padre di Mina Badie e patrigno di Jennifer Jason Leigh.
Badiyi è noto per la regia di molte serie televisive di successo. All'inizio della sua carriera, ha diretto episodi di Missione impossibile, Hawaii Squadra Cinque Zero, Mannix, L'uomo da sei milioni di dollari, Starsky & Hutch, Agenzia Rockford e Quelli della pallottola spuntata. Le sue credenziali includono anche lo sviluppo della memorabile apertura di Hawaii squadra cinque zero e Mary Tyler Moore.

## Filmografia parziale

### Cinema
- Censorship: A Question of Judgement? - cortometraggio (1963)
- A Time for Decision (1966)
- Trader horn il cacciatore bianco (Trader Horn) (1973)
- Tod eines Fremden (1973)
- The Way Back Home (2006)

### Televisione
- Missione impossibile (Mission: Impossible) – serie TV, 17 episodi (1969-1972)
- The Doris Day Show – serie TV, 23 episodi (1970-1971)
- Mannix – serie TV, 7 episodi (1970-1972)
- Inside O.U.T. – cortometraggio  (1971)
- Hawaii Squadra Cinque Zero (Hawaii Five-O) – serie TV, 5 episodi (1977-1979)
- L'uomo da sei milioni di dollari (The Six Million Dollar Man) – serie TV, 4 episodi (1979)
- The Girl Who Saved the World  (1979)
- Uomini e topi (Of Mice and Men) (1981)
- Joe Dancer: The Big Trade  (1981)
- New York New York (Cagney & Lacey) – serie TV, 10 episodi (1982-1988)
- White Water Rebels (1983)
- Murder One, Dancer 0 (1983)
- Falcon Crest – serie TV, 35 episodi (1984-1990)
- Blade in Hong Kong (1985)
- Baywatch – serie TV, 7 episodi (1990-1996)
- L'ispettore Tibbs - Il giudice Walker (In the Heat of the Night: A Matter of Justice) (1994)
- Cagney & Lacey: Together Again (1995)
- Eye of the Stalker (1995)
- Star Trek: Deep Space Nine – serie TV, 1 episodio (1996)